# Louis Schmeisser
Louis Schmeisser, född 5 februari 1848 i Zöllnitz, död 23 mars 1917 i Suhl, var en tysk vapenkonstruktör. Hans namn är nära förknippat med den utveckling och produktion som skedde vid Theodor Bergmann Waffenfabrik till och med första världskriget. Schmeissers son Hugo Schmeisser (1884-1953) blev i likhet med sin far också vapenkonstruktör.

### Översättning
Den här artikeln är helt eller delvis baserad på material från tyskspråkiga Wikipedia.